# Josef Schmidt (Politiker, 1939)
Josef Schmidt (* 3. Februar 1939 in Rettenbach) ist ein ehemaliger österreichischer Politiker (SPÖ) und Parteiangestellter. Schmidt war von 1983 bis 1993 Landesrat der Burgenländischen Landesregierung.
Schmidt wurde als Sohn des Bergmanns und späteren Angestellten der Burgenländischen Gebietskrankenkasse Josef Schmidt aus Bernstein geboren. Er besuchte nach der Volksschule in Rettenbach das Bundesrealgymnasium in Oberschützen und im Anschluss die Handelsschule Oberwart. Er arbeitete danach als kaufmännischer Angestellter in Wien und war ab 1972 Personalleiter der Firma Saniped in Großpetersdorf. Politisch war Schmidt ab 1977 als Bezirksparteisekretär der SPÖ-Oberwart engagiert.
Schmidt wurde am 11. Juli 1983 als Landesrat angelobt und blieb in dieser Funktion bis zum 18. März 1993, als Schmidt sein Mandat niederlegte. Er gehörte den Landesregierungen Kery V, Sipötz und Stix I an.